# Oreocome limprichtii
Oreocome limprichtii är en växtart i släktet Oreocome och familjen flockblommiga växter.
Arten är en perenn ört som förekommer i Sichuan i Kina. Den beskrevs först som Ligusticum limprichtii av Hermann Wolff 1922, och fick sitt nu gällande namn av Michail Pimenov och Jevgenij Kljujkov 2001.